# Kiveton Park
Kiveton Park, noto semplicemente come Kiveton, è un villaggio nel metropolitan borough of Rotherham.